# Oxyopes rubriventer paecilus
Oxyopes rubriventer là một phân loài nhện trong họ Oxyopidae.
Loài này thuộc chi Oxyopes. Oxyopes rubriventer paecilus được Lodovico di Caporiacco miêu tả năm 1941.